# 369 (numero)
Trecentosessantanove (369) è il numero naturale dopo il 368 e prima del 370.

## Proprietà matematiche
- È un numero dispari.
- È un numero composto con 6 divisori: 1, 3, 9, 41, 123, 369. Poiché la somma dei divisori (escluso il numero stesso) è 177 < 369, è un numero difettivo.
- È la somma di 4 cubi diversi 369 = 13 + 33 + 53 + 63.
- È un numero palindromo nel sistema numerico esadecimale.
- È parte delle terne pitagoriche (81, 360, 369), (369, 492, 615), (369, 800, 881), (369, 1640, 1681), (369, 2508, 2535), (369, 7560, 7569), (369, 22692, 22695), (369, 68080, 68081).
- È un numero congruente.

## Astronomia
- 369P/Hill è una cometa periodica del sistema solare.
- 369 Aëria è un asteroide della fascia principale del sistema solare.

## Astronautica
- Cosmos 369 è un satellite artificiale russo.